# Мидтгарден, Эрик
Эрик Мидтгарден (норв. Erik Midtgarden; 18 ноября 1987, Шиен, Телемарк) — норвежский футболист, выступавший на всех позициях в поле, тренер.

## Биография
Основные позиции футболиста — левый полузащитник и нападающий, однако также он играл в центре и на флангах обороны, реже — в центре полузащиты и на других позициях.
Дебютировал во взрослом футболе в 2005 году, сыграв 3 матча в высшем дивизионе Норвегии за «Одд Гренланн». Затем несколько лет играл во втором дивизионе за «Порс Гренланн», «Нутодден» и «Мьёндален». В составе «Мьёндалена» в 2009 году забил 10 голов, в 2010 году — 12 голов, оба раза входил в десятку лучших бомбардиров турнира. В начале 2011 года вернулся в «Одд», игравший в высшем дивизионе, и провёл в клубе полсезона.
Летом 2011 года подписал контракт с нидерландским «Витессом», но сразу был отдан в аренду в эстонскую «Флору». В чемпионате Эстонии сыграл 13 матчей, забил один гол и стал вместе с клубом чемпионом страны. Также провёл 3 матча (1 гол) в Кубке Эстонии. В начале 2012 года расторг контракт с «Витессом» из-за невыплаты зарплаты.
После возвращения на родину подписал контракт с «Лиллестрёмом», но ни разу не вышел на поле. Летом 2012 года был отдан в полугодичную аренду в клуб второго дивизиона «Мьёндален», где забил за полсезона 9 (по другим данным 10) голов. В 2013 году выступал в высшем дивизионе за «Хёнефосс», сыграл 19 матчей, из них лишь в трёх выходил в стартовом составе, и ни разу не отличился. С 2014 года снова играл за «Мьёндален», с которым пробился через переходные матчи в высший дивизион, в 2015 году сыграл в элите 24 матча и забил 4 гола, однако его клуб вылетел обратно. В 2017 году игрок перешёл в «Нутодден» и поднялся с ним из третьего дивизиона во второй, дважды забивал 10 голов за сезон. В конце карьеры играл в низших лигах за «Оссиден».
Всего в высшем дивизионе Норвегии сыграл 60 матчей и забил 5 голов, во втором дивизионе — 228 матчей и 59 голов.
Выступал за сборные Норвегии младших возрастов.
В начале 2020-х годов начал тренерскую карьеру в «Оссидене», был играющим главным тренером клуба. В 2022 году, одновременно с выступлениями и тренерской работой в «Оссидене», начал работать с юношеской командой клуба «Хёнефосс». В мае 2022 года исполнял обязанности главного тренера основной команды «Хёнефосса».

## Достижения
- Чемпион Эстонии: 2011